# تپه قلعه گلی (قلعه افغان)
تپه قلعه گلی (قلعه افغان)، مربوط به دوران پیش از تاریخ ایران باستان تا دوران‌های تاریخی پس از اسلام است و در شهرستان خانمیرزا و روستای قلعه افغان واقع شده است. این اثر در تاریخ ۲۴ فروردین ۱۳۸۲ با شمارهٔ ثبت ۸۲۴۳ به‌عنوان یکی از آثار ملی ایران به ثبت رسیده است.